# Lachnaia variolosa
Lachnaia variolosa  (лат.) — вид жуков-листоедов (Chrysomelidae) из подсемейства клитрины (Clytrinae). Встречается в Алжире, Марокко и Южной Испании.